# Новоникольская (Курганская область)
Новоникольская — деревня в Куртамышском районе Курганской области России. В рамках организации местного самоуправления входит в муниципальное образование Куртамышский муниципальный округ (с 2005 до 2021 гг. — муниципальный район).

## География
Деревня находится в южной части области, в пределах юго-западной части Западно-Сибирской равнины, в лесостепной зоне, между озёрами Большие Донки и Спорное.

### Климат
Климат характеризуется как континентальный, с холодной продолжительной малоснежной зимой и тёплым сухим летом. Среднегодовая температура — −1 °C. Средняя температура воздуха самого холодного месяца (января) составляет −17,7 °C (абсолютный минимум — −49 °С); самого тёплого месяца (июля) — 19 °C (абсолютный максимум — 41 °С). Безморозный период длится 113 дней. Годовое количество атмосферных осадков — 344 мм, из которых 190—230 мм выпадает в вегетационный период. Продолжительность периода с устойчивым снежным покровом равна 161 дню.

## История
Основана в 1925 году. По данным на 1926 год состояла из 71 хозяйства. 

### Административно-территориальная принадлежность
В административном отношении входил в состав Островского сельсовета Звериноголовского района Курганского округа Уральской области.
До 2017 года входила в состав Угловского сельсовета, упразднённого Законом Курганской области от 25 октября 2017 года N 95.
До 24 мая 2021 года, согласно Закону Курганской области от 12 мая 2021 года № 48, входила в состав Советского сельсовета, упразднённый в связи с преобразованием муниципального района в муниципальный округ.

## Население
| 1989 | 2002 | 2010 |
| ---- | ---- | ---- |
| 102  | ↘65  | ↘7   |

### Национальный и гендерный состав
По данным переписи 1926 года в деревне проживал 327 человек (168 мужчин и 159 женщин), в том числе: русские составляли 66 % населения, украинцы — 34 %.
Согласно результатам переписи 2002 года, в национальной структуре населения русские составляли 78 % из 65 чел., из них 26 мужчин, 39 женщин.

## Инфраструктура
Личное подсобное хозяйство.

## Транспорт
Просёлочные дороги.